# Думейра (острова)
Думейра (фр. Doumeira) — острова в Баб-эль-Мандебском проливе, у побережий Джибути и Эритреи.
В их состав входят:
- Остров Думейра, расположенный в менее чем километре от побережий Джибути и Эритреи;
- Скала Каллида, расположена в 250 метрах к востоку от острова Думейра.

## История
В 1900 году, соглашение о границах предписывало, что граница начинается на мысе Думейра в Красном море и идет 1,5 километра в соответствии с водораздельным делением полуострова. Также в договоре говорилось, что остров Думейра и меньшие острова рядом будут оставаться демилитаризованной, нейтральной территорией.
В январе 1935 года Италия и Франция подписали Франко-итальянское соглашение, где некоторые части Французского берега Сомали (сейчас Джибути) передавались Италии (сейчас Эритрея). Тем не менее, вопрос о ратификации договора, а также передачу территории Джибути Эритрее, поставило договор под вопрос. В апреле 1996 года Эритрея и Джибути чуть не начали войну, когда политик из Джибути обвинил Эритрею в артобстреле мыса Думейра.